# Dean Ward
Dean Martin Ward (* 30. Juni 1963 in Portsmouth) ist ein ehemaliger britischer Bobfahrer.

## Leben
Dean Ward diente als Soldat beim Parachute Regiment der British Army. 1991 kam er zum britischen Bobteam und wurde Anschieber von Sean Olsson. Gemeinsam mit John Herbert und Paul Field belegten sie den neunten Platz bei der Europameisterschaft 1994 sowie den achten Platz bei den Olympischen Winterspielen 1994 in Lillehammer. Bei der Europameisterschaft 1995 konnte Ward mit dem Viererbob von Mark Tout die Silbermedaille gewinnen. Zur Weltmeisterschaft 1997 wechselte Ward wieder zurück in den Bob von Olsson, wo die britische Crew Vierter wurde. Bei den Olympischen Winterspielen 1998 in Nagano gewannen Sean Olsson und Dean Ward zusammen mit Courtney Rumbolt und Paul Attwood die Bronzemedaille im Viererbob-Wettkampf auf der Spiral. Bei seiner dritten und letzten Olympiateilnahme in Salt Lake City 2002 belegte er mit Scott Rider, Phil Goedluck und Pilot Neil Scarisbrick den elften Platz.
Nach seiner Karriere war er als Trainer im britischen Team tätig.